# مهرانگیز ملاح

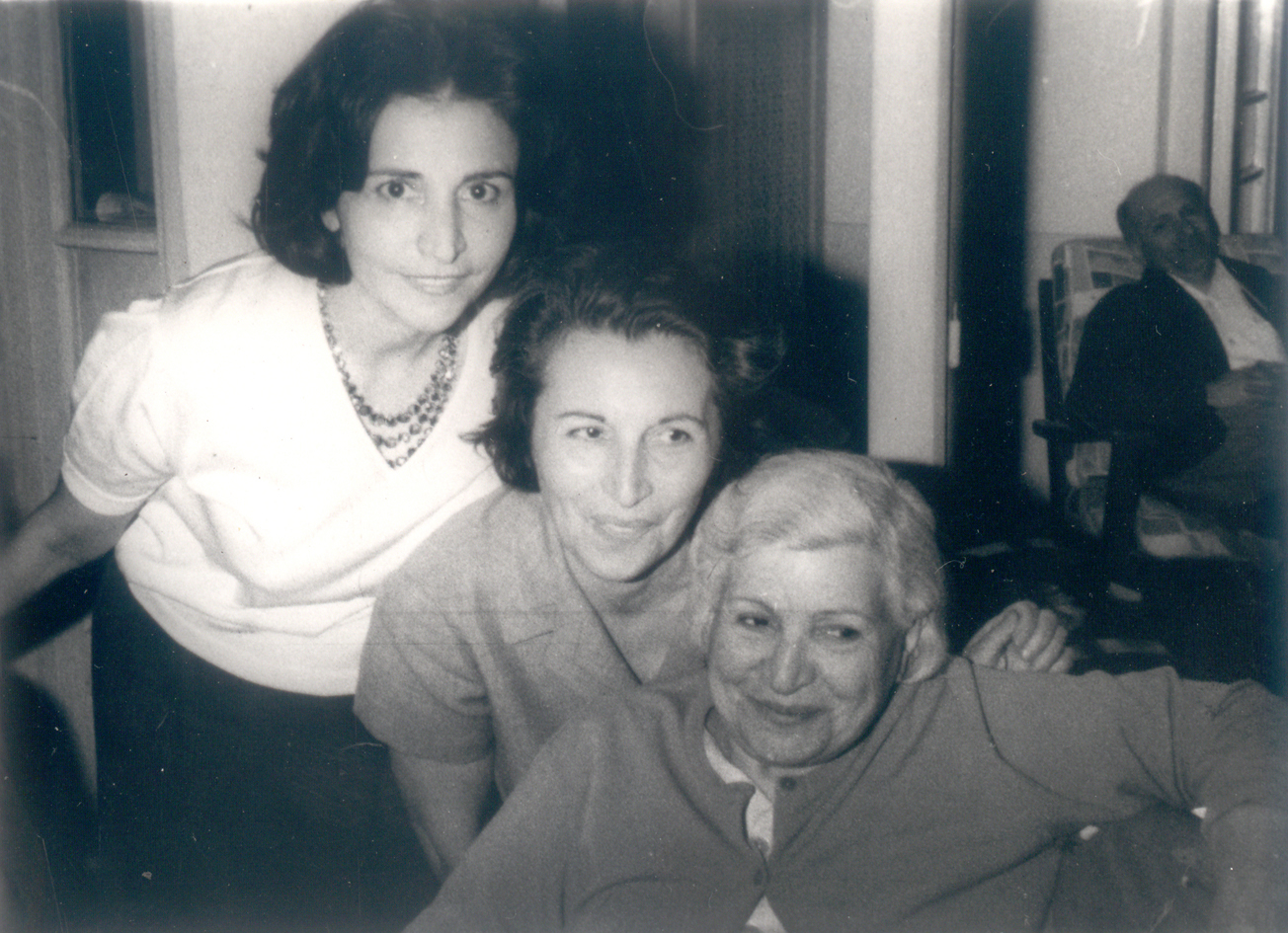
مهرانگیز ملاح (نفر وسط) به همراه مادرش خدیجه افضل وزیری و خواهرش مه‌لقا ملاح

نرجس مهرانگیز ملاح (۱۳۰۲ – ۳۰ تیر ۱۳۹۲، نوکنده) نویسنده و نقاش ایرانی بود.
او دختر خدیجه افضل وزیری، فعال حقوق زنان و روزنامه‌نگار و نوهٔ بی‌بی‌خانم استرآبادی نویسندهٔ دورهٔ مشروطه و خواهر مه‌لقا ملاح بود.